# Gnjilan
Gnjilan (en serbe cyrillique : Гњилан) est une localité de Serbie située dans la municipalité de Pirot, district de Pirot. Au recensement de 2011, elle comptait 2 503 habitants.
Gnjilan est officiellement classé parmi les villages de Serbie.

## Démographie

### Évolution historique de la population
| 1948  | 1953  | 1961  | 1971  | 1981  | 1991  | 2002  | 2011  |
| ----- | ----- | ----- | ----- | ----- | ----- | ----- | ----- |
| 1 342 | 1 353 | 1 341 | 1 453 | 1 474 | 2 143 | 2 478 | 2 503 |

|  |